# 倉田元治
倉田 元治（くらた もとはる、1901年（明治34年）7月22日 - 1989年（平成元年）3月19日）は、日本の技術者、実業家。旭硝子（現AGC）社長や、同社会長、日本ソーダ工業会会長などを務めた。

## 人物・経歴
福島県会津若松市で豪商倉田為実の家系に生まれる。会津中学校（現福島県立会津高等学校）を経て、1925年東京高等工業学校（現東京工業大学）窯業科卒業、旭硝子入社。三菱化成工業尼崎工場長在任中の1945年には尼崎工業会初代会長に就任した。1946年尼崎商工会議所副会頭。
1950年旭硝子常務取締役。1961年日本建鉄取締役、日本光学工業取締役。1963年旭硝子副社長。1967年から旭硝子社長を務めた。1969年旭硝子工業技術奨励会理事長。1973年旭硝子会長。日本ソーダ工業会会長なども務めた。1982年蔵前工業会理事長。1989年3月19日、急性腎不全のため死去。
1962年紫綬褒章、1970年藍綬褒章、1981年勲二等旭日重光章受章。
2000年には記念して日本セラミックス協会倉田元治賞が創設された。